# AGM-86导弹
AGM-86空射巡弋飛弹 (AGM-86A, AGM-86B, AGM-86C CALCM, AGM-86D CALCM)是美国的亚音速空射巡弋飛弹(ALCM)，由波音公司制造。它开发的初始目的是为了提高B-52轰炸机的生存能力，这两者的结合将迫使敌军分散把守更广的地域，防空时更加困难。
现在AGM-86A和AGM-86B有实弹在美国国家航空航天博物馆的史蒂文·乌德沃尔哈齐中心展示。